# Pico do Garrafão
O pico do Garrafão ou pico de Santo Agostinho é uma formação rochosa localizada na fronteira tríplice entre os municípios de Baependi, Itamonte e Alagoa, na serra da Mantiqueira, sul do estado de Minas Gerais. Fica no  no Parque Estadual da Serra do Papagaio e tem 2 359 metros de altitude.
Nas proximidades do pico, existe o Túnel do Garrafão, que se estende por aproximadamente 50 metros e possivelmente foi utilizado para mineração. Uma lenda local, porém, diz que o túnel foi cavado pelos jesuítas como parte das obras realizadas para desviar o curso dos rios da região.
É a 29ª montanha mais alta do Brasil. O cume fica a 13,6 km do centro de Alagoa.